# Чайкино (Джанкойский район)
Ча́йкино (до 1948 года Ма́лый Тарха́н; укр. Чайкине, крымскотат. Küçük Tarhan, Кучюк Тархан) — село в Джанкойском районе Республики Крым, центр Чайкинского сельского поселения (согласно административно-территориальному делению Украины — Чайкинского сельского совета Автономной Республики Крым).

## Население
| 2001 | 2014  |
| ---- | ----- |
| 1119 | ↘1011 |

Всеукраинская перепись 2001 года показала следующее распределение по носителям языка
| Язык             | Процент |
| ---------------- | ------- |
| русский          | 40.13   |
| крымскотатарский | 35.75   |
| украинский       | 20.91   |
| белорусский      | 1.97    |
| другие           | 0.81    |

## Современное состояние
На 2017 год в Чайкино числится 9 улиц; на 2009 год, по данным сельсовета, село занимало площадь 220,6 гектара на которой, в 392 дворах, проживало более 1,1 тысячи человек. В селе действуют средняя общеобразовательная школа, детский сад «Ромашка», дом культуры, библиотека., отделение Почты России Чайкино связано автобусным сообщением с райцентром и соседними населёнными пунктами.

## География
Чайкино — село на северо-востоке района, в степном Крыму, на Сивашском полуострове Тюп-Тархан, высота центра села над уровнем моря — 8 м. Ближайшие сёла: Митюрино — в 6,5 километра на юго-запад и Перепёлкино в 7,5 км на юг. Расстояние до райцентра — около 21 километра, там же ближайшая железнодорожная станция. Транспортное сообщение осуществляется по региональной автодороге 35Н-179 Победное — Сиваш (по украинской классификации — С-0-10454).

## История
Время возникновения села Малый Тархан по достоверным источникам пока не установлено, по неподтверждённым данным — это 1926 год, но, видимо, это произошло немного раньше, поскольку согласно Списку населённых пунктов Крымской АССР по Всесоюзной переписи 17 декабря 1926 года, в хуторе Тархан Малый, Акчоринского (татарского) сельсовета Джанкойского района, числилось 3 двора, все крестьянские, население составляло 11 человек, все татары. В предвоенные годы на территории села находился колхоз «III Интернационал», который в 1941 году был переименован в колхоз «Новый Путь» (с центральной усадьбой в селе Заречное). По данным всесоюзной переписи населения 1939 года в селе проживало 64 человека. Обозначено село на двухкилометровке РККА 1942 года.
В 1944 году, после освобождения Крыма от фашистов, согласно Постановлению ГКО № 5859 от 11 мая 1944 года, 18 мая крымские татары были депортированы в Среднюю Азию. 12 августа 1944 года было принято постановление № ГОКО-6372с «О переселении колхозников в районы Крыма» и в сентябре 1944 года в район приехали первые новоселы (27 семей) из Каменец-Подольской и Киевской областей, а в начале 1950-х годов последовала вторая волна переселенцев из различных областей Украины. С 25 июня 1946 года Малый Тархан в составе Крымской области РСФСР. Указом Президиума Верховного Совета РСФСР от 18 мая 1948 года Малый Тархан Джанкойского района переименовали в Чайкино. 26 апреля 1954 года Крымская область была передана из состава РСФСР в состав УССР. В 1956 году колхоз «Новый Путь» переименован в колхоз имени Калинина, с 1965 года Чайкино отделение № 4 совхоза «Заречный». Время включения в Заречненский сельсовет пока не установлено: на 15 июня 1960 года село уже числилось в его составе. 1 июля 1972 года образован совхоз «Чонгарский» с площадью сельхозугодий — 5,3 тысяч гектаров, куда вошло село.
В 1976—1995 гг. совхоз «Чонгарский» возглавлял Четверик Леонид Иванович (1940—2017 гг.). За годы его работы были построены гараж, мастерская, машинный двор, первый в районе крытый ток, ферма на 400 голов скота, откормочный пункт, линии электропередач, система орошения, очистные сооружения, центральная котельная, магазин, фельдшерско-акушерский пункт, детский сад на 140 мест, школа на 640 мест, пробурена артезианская скважина, а также проведена газификация села.
В 1985 году в честь воинов-освободителей в селе установлен памятный знак — самолёт-бомбардировщик «Ил-28». Постановлением Совета министров Республики Крым № 627 от 20 декабря 2016 года памятник отнесён к категории объектов культурно-исторического наследия России регионального значения. По данным переписи 1989 года в селе проживало 1085 человек. 21 августа 1990 года был образован Чайкинский сельсовет. С 12 февраля 1991 года село в восстановленной Крымской АССР, 26 февраля 1992 года переименованной в Республику Крым, а 21 сентября 1994 в Автономную Республику Крым.
С 21 марта 2014 года — в составе Республики Крым России.

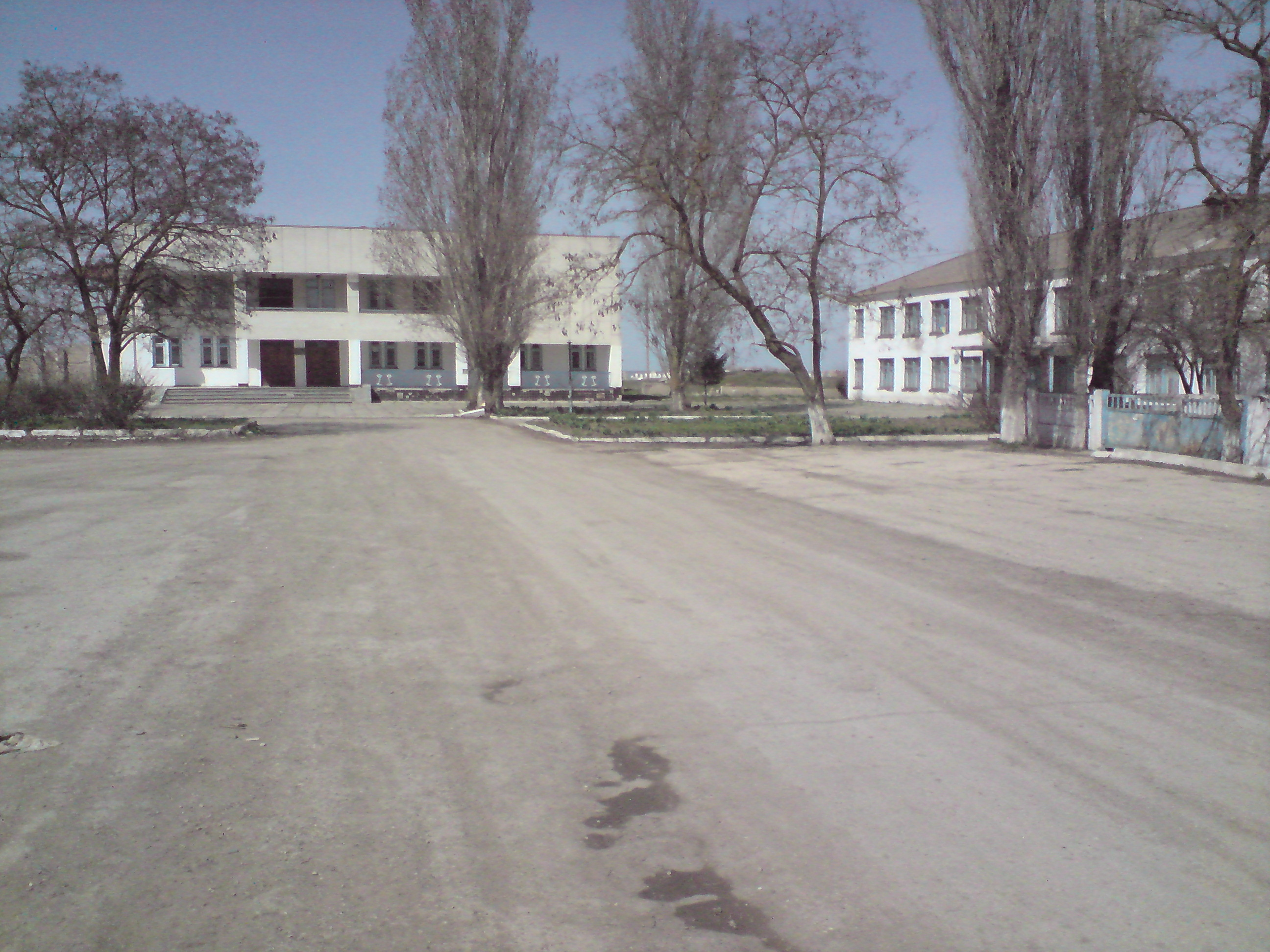
Дом культуры (слева) и здание конторы (справа).
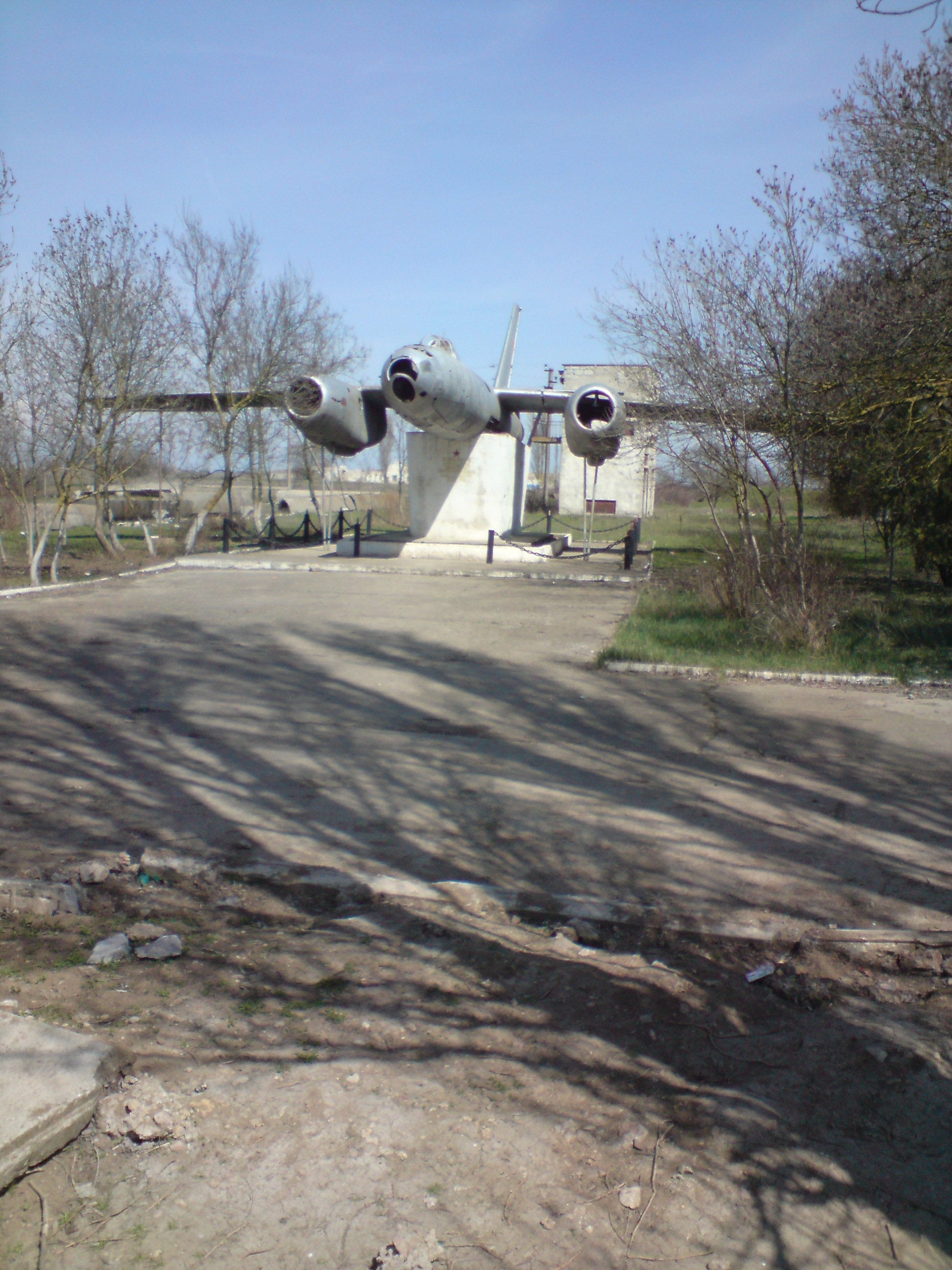
В 1985 году в честь воинов-освободителей в селе был установлен пямятный знак — самолёт бомбардировщик Ил-28